# Magdalena Kania
Magdalena Kania (ur. 20 lipca 1988) znana także jako Meago – polska autorka komiksów oraz ilustratorka. 
Zadebiutowała jako autorka utrzymanego w mangowej stylistyce komiksu Meago Saga (2 tomy), wydawanego w Polsce przez Studio JG oraz jego kontynuacji zatytułowanej "The Reids", uznanych za pierwszy większy komercyjny sukces polskiej mangi. Autorka i ilustratorka serii komiksowych Delisie ("Dollicious") oraz Emilka Sza ("Emily Hush"), które współtworzy wraz ze scenarzystą Maciejem Kurem. "Delisie" zadebiutowały na internecie w roku 2012 jako seria projektów Meago, zaś w wersji albumowej ukazały się dopiero w 2021. Komiks miał premierę w Kanadzie nakładem wydawnictwa K6 Media Group w językach angielskim i francuskim, a w roku 2022 ukazała się polska edycja, której wydawcą jest Egmont Polska. Obecnie Meago współpracuje przy animowanej adaptacji Delisi powstającej w Kanadzie.  "Emilka Sza" z kolei była nominowana do nagrody za najlepszy komiks dla dzieci roku 2021   . 
Kania wydała także artbooki z postaciami z Meago Sagi i Delisi, a jej ilustracje ukazały się również w książkach hiszpańskiego wydawnictwa Monsa   . Pracowała także jako grafik i projektant przy grach komputerowych, w tym takich tytułach "Ultra Street Fighter", "Tales of Zestiria", "God Eater" oraz "Battleborn".
W 2023 wraz z Quebonafide i Julitą Kusy stworzyła komiks "Miss Ti". 
Projektowała także gry planszowe "Delisie: Życie ma smak" (adaptacja jej komiksu) oraz "Banda Pand i kawałki bambusa", która została nagrodzona tytułem GRA ROKU 2024 w kategorii Dziecięcej. 